# Sistre

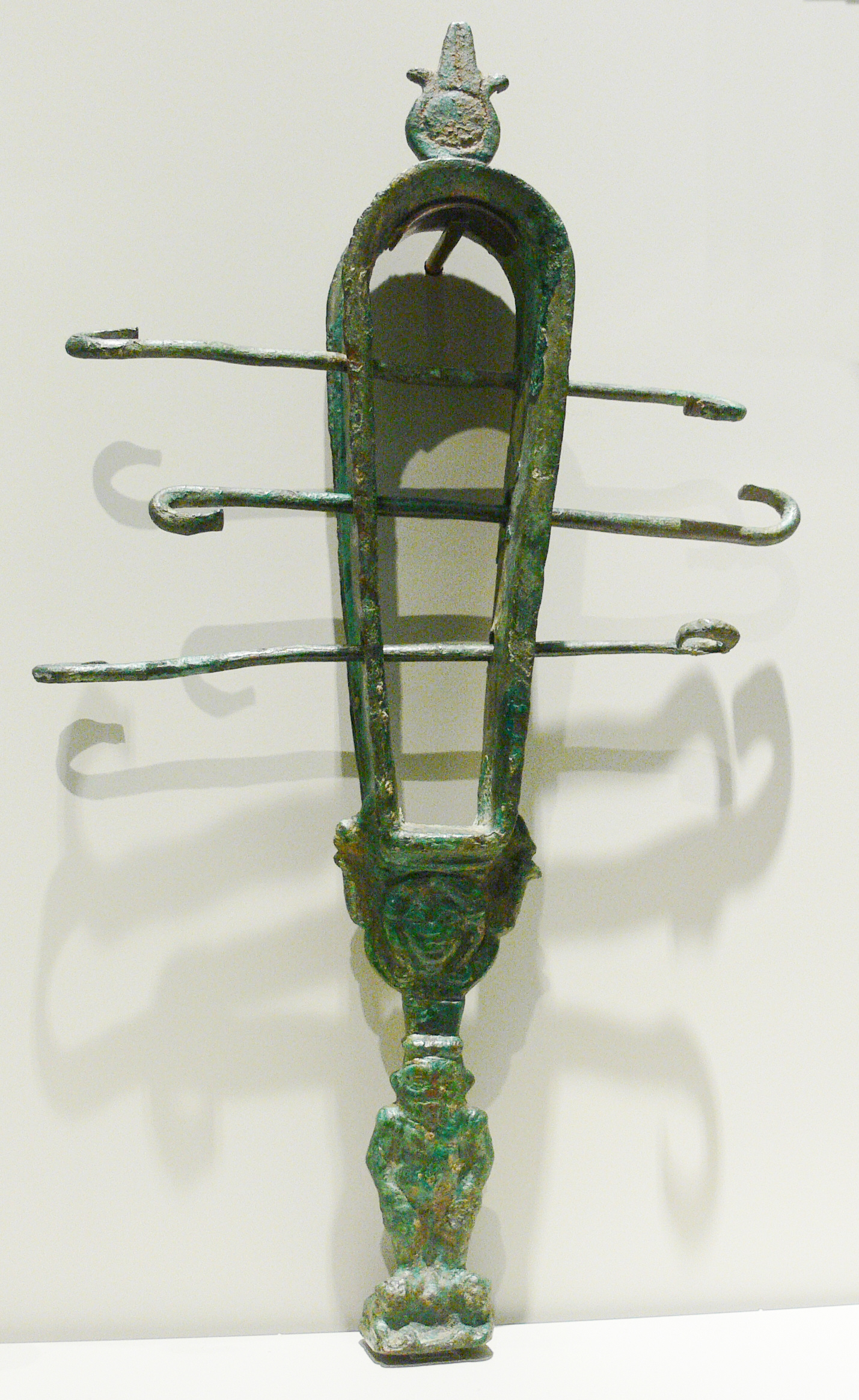
Sistre metàl·lic a lÄgyptisches Museum Berlin.

El sistre, també anomenat sistrum, denomina un antic instrument musical, en forma de cercle, o de ferradura, que contenia platerets metàl·lics, enfilats en unes varetes, que es feien sonar agitant-los.
El sistre es considera un instrument de percussió de la família dels idiòfons, en la gamma d'indirectament percudits, o sacsejats, com les maraques, les castanyoles o els cascavells. De fet, és un sonall, com els dels nadons.
Era molt utilitzat en les festes religioses de l'antic Egipte, d'on el van copiar els romans. És considerat un atribut important de la dea Hathor, tot i que també se'l relaciona amb les dees Bat i Bastet.
Avui encara es conserven exemplars, representacions ceràmiques i jeroglífiques d'aquest instrument en diversos museus, com el Museu Arqueològic Nacional d'Espanya, el Museu Britànic, el Louvre, etc.
El nom deriva del grec σείω (seio), agitar, de manera que σείστρον (seistron) «és el que és agitat».

## Sistre egipci
El sistre va ser un instrument sagrat en l'antic Egipte. Potser originari de l'adoració a Bast, s'utilitzava en les danses i cerimònies religioses, en particular en el culte de la dea Hathor: la forma de O del sistre recorda la cara i banyes de la dea-vaca. També s'agitava per evitar les inundacions del Nil i per espantar a distància Seth. Isis, en el seu paper de mare i creadora, es representa amb un cub que simbolitza les inundacions del Nil en una mà i el sistre a l'altra. La dea Bast, molt sovint, es representa amb un sistre, que simbolitza el seu paper com a dea de la dansa, l'alegria i la festa. D'Egipte passà a Creta, Fenícia, i a Palestina.
Els sistres encara s'utilitzen en els ritus de les Esglésies copta i etíop. A més de la representació en l'art egipci en els balls i com expressió d'alegria, el sistre també s'esmenta en la literatura egípcia, com en les Instruccions d'Amenemhat.